# Sakreštan
Sakreštan je hrvatski kratkometražni dokumentarni film iz 2018. godine scenarista i redatelja Luke Klapana.
Snimljen je u produkciji udruge FFVAL 2018. godine uz financijsku potporu Zadarske županije i Općine Novigrad. Govori o tradicionalnim običajima vezanima za zvonjenje u Novigradu kod Zadra, a bavi se likom i djelom dugogodišnjeg novigradskog sakreštana, svećenikovog pomoćnika i zvonara Stipe Čorića.
2019. godine uvršten je u program 28. Međunarodnog festivala etnološkog filma u Beogradu na kojem je osvojio posebno priznanje za doprinos nematerijalnoj kulturnoj baštini.

## Festivali
- Festival televizijskog etnološkog filma 2018.
- Filmski festival mediteranskih zemalja u Aleksandriji 2018.
- Međunarodni festiival nezavisnog filma Publicystyka 2018.
- Međunarodni festival filma i glazbe Mediawave 2019. – natjecateljski program On the Road
- Međunarodni etno film festival Srce Slavonije 2019.
- Međunarodni festival etnološkog filma 2019. (Beograd)
- Filmski festival Religion Today 2019.
- Betina Film Festival 2019.
- Viva Film Festival 2019.
- Tuzla Film Festival 2019.
- Međunarodni filmski festival u Tonneinsu 2019.
- Međunarodni festival dokumentarnog filma Dokument 2019.
- Međunarodni festival neprofesijskog filma Voli čovjeka 2020.
- Trento Film Festival 2020. – Eurorama
- Međunarodni filmski festival FERFILM 2020.
- Ardesio Film Festival 2022.
- Festival etnološkog filma u Risnu 2022.

## Vanjske poveznice
- YouTube trailer
- Sakreštan na IMDb-u